# Gran Premi de l'Aràbia Saudita del 2022
El Gran Premi de l'Aràbia Saudita de Fórmula 1, segona cursa de la temporada 2022, és disputat al Circuit urbà de Jiddah, a Jiddah, entre els dies 25 a 27 de març del 2022.

## Qualificació
La qualificació es va celebrar el dia 26 de març.
| Pos.               | Nº | Pilot            | Equip/Motor           | Part 1   | Part 2   | Part 3   | Graella |
| ------------------ | -- | ---------------- | --------------------- | -------- | -------- | -------- | ------- |
| 1                  | 11 | Sergio Pérez     | Red Bull-RBPT         | 1:29.705 | 1:28.924 | 1:28.200 | 1       |
| 2                  | 16 | Charles Leclerc  | Ferrari               | 1:29.039 | 1:28.780 | 1:28.225 | 2       |
| 3                  | 55 | Carlos Sainz Jr. | Ferrari               | 1:28.855 | 1:28.686 | 1:28.402 | 3       |
| 4                  | 1  | Max Verstappen   | Red Bull-RBPT         | 1:28.928 | 1:28.945 | 1:28.461 | 4       |
| 5                  | 31 | Esteban Ocon     | Alpine-Renault        | 1:30.093 | 1:29.584 | 1:29.068 | 5       |
| 6                  | 63 | George Russell   | Mercedes              | 1:29.680 | 1:29.618 | 1:29.104 | 6       |
| 7                  | 14 | Fernando Alonso  | Alpine-Renault        | 1:29.978 | 1:29.295 | 1:29.147 | 7       |
| 8                  | 77 | Valtteri Bottas  | Alfa Romeo-Ferrari    | 1:29.683 | 1:29.404 | 1:29.183 | 8       |
| 9                  | 10 | Pierre Gasly     | AlphaTauri-RBPT       | 1:29.891 | 1:29.418 | 1:29.254 | 9       |
| 10                 | 20 | Kevin Magnussen  | Haas-Ferrari          | 1:29.831 | 1:29.546 | 1:29.588 | 10      |
| 11                 | 4  | Lando Norris     | McLaren-Mercedes      | 1:29.957 | 1:29.651 |          | 11      |
| 12                 | 3  | Daniel Ricciardo | McLaren-Mercedes      | 1:30.009 | 1:29.773 |          | 141     |
| 13                 | 24 | Guanyu Zhou      | Alfa Romeo-Ferrari    | 1:29.978 | 1:29.819 |          | 12      |
| 14                 | 47 | Mick Schumacher  | Haas-Ferrari          | 1:30.167 | 1:29.920 |          | WD      |
| 15                 | 18 | Lance Stroll     | Aston Martin-Mercedes | 1:30.256 | 1:31.009 |          | 13      |
| 16                 | 44 | Lewis Hamilton   | Mercedes              | 1:30.343 |          |          | 15      |
| 17                 | 23 | Alexander Albon  | Williams-Mercedes     | 1:30.492 |          |          | 16      |
| 18                 | 27 | Nico Hülkenberg  | Aston Martin-Mercedes | 1:30.534 |          |          | 17      |
| 19                 | 6  | Nicholas Latifi  | Williams-Mercedes     | 1:31.817 |          |          | 18      |
| 107%Temps:1:35.271 |    |                  |                       |          |          |          |         |
| NC                 | 22 | Yuki Tsunoda     | AlphaTauri-RBPT       | S/temps  |          |          | 19      |
| Font:              |    |                  |                       |          |          |          |         |

Notes
- ^1  – Daniel Ricciardo va sofrir una penalització de tres llocs a la graella després de interposar Esteban Ocon en el Q2.

## Resultats de la cursa
La cursa va ser realitzada en el dia 27 de març.
| Pos.                                                                | Nº | Pilot            | Equip/Motor           | Voltes | Temps/Retirada    | Graella | Punts |
| ------------------------------------------------------------------- | -- | ---------------- | --------------------- | ------ | ----------------- | ------- | ----- |
| 1                                                                   | 1  | Max Verstappen   | Red Bull-RBPT         | 50     | 1:24:19.293       | 4       | 25    |
| 2                                                                   | 16 | Charles Leclerc  | Ferrari               | 50     | +0.549            | 2       | 191   |
| 3                                                                   | 55 | Carlos Sainz Jr. | Ferrari               | 50     | +8.097            | 3       | 15    |
| 4                                                                   | 11 | Sergio Pérez     | Red Bull-RBPT         | 50     | +10.800           | 1       | 12    |
| 5                                                                   | 63 | George Russell   | Mercedes              | 50     | +32.732           | 6       | 10    |
| 6                                                                   | 31 | Esteban Ocon     | Alpine-Renault        | 50     | +56.017           | 5       | 8     |
| 7                                                                   | 4  | Lando Norris     | McLaren-Mercedes      | 50     | +56.124           | 11      | 6     |
| 8                                                                   | 10 | Pierre Gasly     | AlphaTauri-RBPT       | 50     | +1:02.946         | 9       | 4     |
| 9                                                                   | 20 | Kevin Magnussen  | Haas-Ferrari          | 50     | +1:04.308         | 10      | 2     |
| 10                                                                  | 44 | Lewis Hamilton   | Mercedes              | 50     | +1:13.948         | 15      | 1     |
| 11                                                                  | 24 | Guanyu Zhou      | Alfa Romeo-Ferrari    | 50     | +1:22.215         | 12      |       |
| 12                                                                  | 27 | Nico Hülkenberg  | Aston Martin-Mercedes | 50     | +1:31.742         | 17      |       |
| 13                                                                  | 18 | Lance Stroll     | Aston Martin-Mercedes | 49     | +1 volta          | 13      |       |
| 14                                                                  | 23 | Alexander Albon  | Williams-Mercedes     | 47     | +3 voltes         | 16      |       |
| Ret                                                                 | 77 | Valtteri Bottas  | Alfa Romeo-Ferrari    | 36     | Sis. Refrigeració | 8       |       |
| Ret                                                                 | 14 | Fernando Alonso  | Alpine-Renault        | 36     | Hidràulics        | 7       |       |
| Ret                                                                 | 3  | Daniel Ricciardo | McLaren-Mercedes      | 35     | Fre               | 14      |       |
| Ret                                                                 | 6  | Nicholas Latifi  | Williams-Mercedes     | 15     | Col·lisió         | 18      |       |
| NVC                                                                 | 22 | Yuki Tsunoda     | AlphaTauri-RBPT       | 0      | Un. de Potència2  | 19      |       |
| LES                                                                 | 47 | Mick Schumacher  | Haas-Ferrari          | 0      | Lesionat3         |         |       |
| Volta ràpida: — Charles Leclerc (Ferrari) – 1:31.634 (en el lap 48) |    |                  |                       |        |                   |         |       |
| Font:                                                               |    |                  |                       |        |                   |         |       |

Notes
- ^1  – Inclòs punt extra per volta ràpida.
- ^2  – Yuki Tsunoda no va començar la carrera degut a problemes en la unitat de potència del seu cotxe en la volta de apresentació.[6]
- ^3  – Mick Schumacher va tenir un greu accident a la qualificació, per la qual cosa no estava en condicions de córrer al Gran Premi.[7]

## Classificació després de la cursa
| Pos. | Pilot            | Punts | Canvis |
| ---- | ---------------- | ----- | ------ |
| 1    | Charles Leclerc  | 45    | =      |
| 2    | Carlos Sainz Jr. | 33    | =      |
| 3    | Max Verstappen   | 25    | 16     |
| 4    | George Russell   | 22    | =      |
| 5    | Lewis Hamilton   | 16    | 2      |

| Pos. | Constructor    | Punts | Canvis |
| ---- | -------------- | ----- | ------ |
| 1    | Ferrari        | 78    | =      |
| 2    | Mercedes       | 38    | =      |
| 3    | Red Bull-RBPT  | 37    | 7      |
| 4    | Alpine-Renault | 16    | 1      |
| 5    | Haas-Ferrari   | 12    | 2      |